# صغديون، مقاطعة زعفروبود
صغديون ((بالطاجيكية: Суғдиён)‏ </link>، باختاكورون سابقًا، وحميد علييف) هي مدينة وجماوات في شمال غرب طاجيكستان. تقع في منطقة زعفروبود بمنطقة صغد. تضم الجماعة بلدة حميد علييف وقرية شاشماسور. يبلغ عدد سكانها 11500 (2020).